# Velamen parallelum
Velamen parallelum är en kammanetart som först beskrevs av Hermann Fol 1869.  Velamen parallelum ingår i släktet Velamen och familjen Cestidae. Inga underarter finns listade i Catalogue of Life.